# Mercedes-Benz Future Bus
 (juillet 2016).
Si vous disposez d'ouvrages ou d'articles de référence ou si vous connaissez des sites web de qualité traitant du thème abordé ici, merci de compléter l'article en donnant les références utiles à sa vérifiabilité et en les liant à la section « Notes et références ».
Le Mercedes-Benz Future Bus (nom de code interne : ?) est un autobus prototype à plancher bas. Construit par Mercedes-Benz-EvoBus, ce véhicule a été construit en 2016. Il est destiné à remplacer le Mercedes-Benz Citaro.

## Historique
- 18 juillet 2016 :  présentation en première mondiale dans la ville d'Amsterdam pars Wolfgang Bernhard.

## Caractéristiques
- Le Future Bus peut être autonome au niveau de sa conduite avec la technologie CityPilot.
- Ces deux portes sont situées dans l'empattement.